# Campeonato de Escocia de Rugby 1983-84
El Campeonato de Escocia de Rugby (Scotland Division 1) de 1983-84 fue la decimoprimera edición del principal torneo de rugby de Escocia.

## Sistema de disputa
El torneo se disputó en formato de todos contra todos en la que cada equipo enfrentó a cada uno de sus rivales.
El equipo que al finalizar el torneo obtuviera mayor cantidad de puntos, se coronó como campeón del torneo, mientras que los dos últimos descendieron directamente a la División 2. 
Puntuación
Para ordenar a los equipos en la tabla de posiciones se los puntuará según los resultados obtenidos.
- 2 puntos por victoria.
- 1 puntos por empate.
- 0 puntos por derrota.

## Clasificación
| Pos. | Equipo                | Encuentros | Encuentros | Encuentros | Encuentros | Tantos | Tantos | Tantos | Puntos |
| Pos. | Equipo                | PJ         | PG         | PE         | PP         | F      | C      | Dif    | Puntos |
| ---- | --------------------- | ---------- | ---------- | ---------- | ---------- | ------ | ------ | ------ | ------ |
| 1.º  | Hawick RFC            | 13         | 13         | 0          | 0          | 477    | 53     | +424   | 26     |
| 2.º  | Gala RFC              | 13         | 12         | 0          | 1          | 299    | 75     | +224   | 24     |
| 3.º  | Stewart's Melville    | 13         | 9          | 0          | 4          | 327    | 148    | +179   | 18     |
| 4.º  | Kelso RFC             | 13         | 9          | 0          | 4          | 266    | 161    | +105   | 18     |
| 5.º  | Heriot's FP           | 13         | 8          | 1          | 3          | 258    | 145    | +113   | 17     |
| 6.º  | Watsonians            | 13         | 8          | 0          | 5          | 203    | 190    | +13    | 16     |
| 7.º  | Boroughmuir RFC       | 12         | 7          | 0          | 5          | 215    | 205    | +10    | 14     |
| 8.º  | Selkirk               | 13         | 5          | 0          | 8          | 215    | 222    | -7     | 10     |
| 9.º  | West of Scotland      | 13         | 4          | 0          | 9          | 194    | 303    | -109   | 8      |
| 10.º | Jed-Forest            | 13         | 3          | 1          | 9          | 142    | 216    | -74    | 7      |
| 11.º | Melrose RFCKilmarnock | 13         | 3          | 1          | 9          | 115    | 243    | -128   | 7      |
| 12.º | Ayr RFC               | 12         | 3          | 1          | 8          | 87     | 310    | -223   | 7      |
| 13.º | Kilmarnock            | 13         | 2          | 2          | 9          | 155    | 286    | -131   | 6      |
| 14.º | Haddington            | 12         | 0          | 0          | 12         | 64     | 460    | -396   | 0      |

|  | Campeón.                    |
|  | Descendido a la División 2. |

| Bandera de Escocia |
| Campeón Hawick RFC |
| Séptimo título     |